# Nghi Nguyên
Nghi Nguyên (tiếng Trung: 沂源县, Hán Việt: Nghi Nguyên huyện) là một quận của địa cấp thị Truy Bác, tỉnh Sơn Đông, Cộng hòa Nhân dân Trung Hoa. Huyện này nằm ở trong khu vực núi Nghi Mông. Nghi Hà bắt nguồn từ đây nên huyện này mới được gọi là Nghi Nguyên (nơi bắt nguồn sông Nghi). Huyện lý đóng ở trấn Nam Lâm. Huyện này có quần thể hang động Nghi Nguyên Dung nổi tiếng.

## Khí hậu
| Dữ liệu khí hậu của Nghi Nguyên, elevation 305 m (1.001 ft), (1991–2020 normals, extremes 1981–2010) | Dữ liệu khí hậu của Nghi Nguyên, elevation 305 m (1.001 ft), (1991–2020 normals, extremes 1981–2010) | Dữ liệu khí hậu của Nghi Nguyên, elevation 305 m (1.001 ft), (1991–2020 normals, extremes 1981–2010) | Dữ liệu khí hậu của Nghi Nguyên, elevation 305 m (1.001 ft), (1991–2020 normals, extremes 1981–2010) | Dữ liệu khí hậu của Nghi Nguyên, elevation 305 m (1.001 ft), (1991–2020 normals, extremes 1981–2010) | Dữ liệu khí hậu của Nghi Nguyên, elevation 305 m (1.001 ft), (1991–2020 normals, extremes 1981–2010) | Dữ liệu khí hậu của Nghi Nguyên, elevation 305 m (1.001 ft), (1991–2020 normals, extremes 1981–2010) | Dữ liệu khí hậu của Nghi Nguyên, elevation 305 m (1.001 ft), (1991–2020 normals, extremes 1981–2010) | Dữ liệu khí hậu của Nghi Nguyên, elevation 305 m (1.001 ft), (1991–2020 normals, extremes 1981–2010) | Dữ liệu khí hậu của Nghi Nguyên, elevation 305 m (1.001 ft), (1991–2020 normals, extremes 1981–2010) | Dữ liệu khí hậu của Nghi Nguyên, elevation 305 m (1.001 ft), (1991–2020 normals, extremes 1981–2010) | Dữ liệu khí hậu của Nghi Nguyên, elevation 305 m (1.001 ft), (1991–2020 normals, extremes 1981–2010) | Dữ liệu khí hậu của Nghi Nguyên, elevation 305 m (1.001 ft), (1991–2020 normals, extremes 1981–2010) | Dữ liệu khí hậu của Nghi Nguyên, elevation 305 m (1.001 ft), (1991–2020 normals, extremes 1981–2010) |
| Tháng                                                                                                | 1 | 2 | 3 | 4 | 5 | 6 | 7 | 8 | 9 | 10                                                                                                   | 11                                                                                                   | 12                                                                                                   | Năm                                                                                                  |
| --- | --- | --- | --- | --- | --- | --- | --- | --- | --- | --- | --- | --- | --- |
| Cao kỉ lục °C (°F)                                                                                   | 17.6 (63.7)                                                                                          | 21.5 (70.7)                                                                                          | 28.9 (84.0)                                                                                          | 33.9 (93.0)                                                                                          | 37.4 (99.3)                                                                                          | 38.3 (100.9)                                                                                         | 40.0 (104.0)                                                                                         | 37.0 (98.6)                                                                                          | 37.4 (99.3)                                                                                          | 34.2 (93.6)                                                                                          | 25.1 (77.2)                                                                                          | 19.2 (66.6)                                                                                          | 40.0 (104.0)                                                                                         |
| Trung bình ngày tối đa °C (°F)                                                                       | 3.4 (38.1)                                                                                           | 6.9 (44.4)                                                                                           | 13.2 (55.8)                                                                                          | 20.4 (68.7)                                                                                          | 26.1 (79.0)                                                                                          | 29.6 (85.3)                                                                                          | 30.6 (87.1)                                                                                          | 29.4 (84.9)                                                                                          | 25.8 (78.4)                                                                                          | 20.0 (68.0)                                                                                          | 12.2 (54.0)                                                                                          | 5.3 (41.5)                                                                                           | 18.6 (65.4)                                                                                          |
| Trung bình ngày °C (°F)                                                                              | −2.0 (28.4)                                                                                          | 1.1 (34.0)                                                                                           | 7.0 (44.6)                                                                                           | 14.2 (57.6)                                                                                          | 20.0 (68.0)                                                                                          | 23.9 (75.0)                                                                                          | 25.9 (78.6)                                                                                          | 24.8 (76.6)                                                                                          | 20.3 (68.5)                                                                                          | 13.9 (57.0)                                                                                          | 6.4 (43.5)                                                                                           | −0.1 (31.8)                                                                                          | 13.0 (55.3)                                                                                          |
| Tối thiểu trung bình ngày °C (°F)                                                                    | −6.3 (20.7)                                                                                          | −3.5 (25.7)                                                                                          | 1.8 (35.2)                                                                                           | 8.6 (47.5)                                                                                           | 14.2 (57.6)                                                                                          | 18.7 (65.7)                                                                                          | 22.1 (71.8)                                                                                          | 21.1 (70.0)                                                                                          | 15.8 (60.4)                                                                                          | 9.0 (48.2)                                                                                           | 1.9 (35.4)                                                                                           | −4.1 (24.6)                                                                                          | 8.3 (46.9)                                                                                           |
| Thấp kỉ lục °C (°F)                                                                                  | −21.4 (−6.5)                                                                                         | −17.1 (1.2)                                                                                          | −10.1 (13.8)                                                                                         | −4.2 (24.4)                                                                                          | 1.4 (34.5)                                                                                           | 9.0 (48.2)                                                                                           | 14.6 (58.3)                                                                                          | 11.5 (52.7)                                                                                          | 5.0 (41.0)                                                                                           | −3.6 (25.5)                                                                                          | −12.5 (9.5)                                                                                          | −18.9 (−2.0)                                                                                         | −21.4 (−6.5)                                                                                         |
| Lượng Giáng thủy trung bình mm (inches)                                                              | 6.6 (0.26)                                                                                           | 12.4 (0.49)                                                                                          | 13.6 (0.54)                                                                                          | 32.3 (1.27)                                                                                          | 50.0 (1.97)                                                                                          | 96.0 (3.78)                                                                                          | 197.2 (7.76)                                                                                         | 189.9 (7.48)                                                                                         | 73.6 (2.90)                                                                                          | 28.3 (1.11)                                                                                          | 25.1 (0.99)                                                                                          | 9.5 (0.37)                                                                                           | 734.5 (28.92)                                                                                        |
| Số ngày giáng thủy trung bình (≥ 0.1 mm)                                                             | 2.7                                                                                                  | 3.6                                                                                                  | 4.0                                                                                                  | 5.6                                                                                                  | 7.0                                                                                                  | 9.1                                                                                                  | 13.2                                                                                                 | 12.4                                                                                                 | 7.0                                                                                                  | 5.3                                                                                                  | 4.5                                                                                                  | 3.5                                                                                                  | 77.9                                                                                                 |
| Số ngày tuyết rơi trung bình                                                                         | 4.1                                                                                                  | 3.3                                                                                                  | 1.6                                                                                                  | 0.2                                                                                                  | 0 | 0 | 0 | 0 | 0 | 0 | 1.4                                                                                                  | 2.6                                                                                                  | 13.2                                                                                                 |
| Độ ẩm tương đối trung bình (%)                                                                       | 57                                                                                                   | 54                                                                                                   | 49                                                                                                   | 50                                                                                                   | 55                                                                                                   | 63                                                                                                   | 77                                                                                                   | 79                                                                                                   | 71                                                                                                   | 66                                                                                                   | 63                                                                                                   | 59                                                                                                   | 62                                                                                                   |
| Số giờ nắng trung bình tháng                                                                         | 159.8                                                                                                | 162.2                                                                                                | 210.5                                                                                                | 227.0                                                                                                | 249.6                                                                                                | 212.2                                                                                                | 178.9                                                                                                | 178.6                                                                                                | 185.9                                                                                                | 186.6                                                                                                | 161.8                                                                                                | 159.1                                                                                                | 2.272,2                                                                                              |
| Phần trăm nắng có thể                                                                                | 51                                                                                                   | 52                                                                                                   | 56                                                                                                   | 58                                                                                                   | 57                                                                                                   | 49                                                                                                   | 40                                                                                                   | 43                                                                                                   | 51                                                                                                   | 54                                                                                                   | 53                                                                                                   | 53                                                                                                   | 51                                                                                                   |
| Nguồn: China Meteorological Administration                                                           | | | | | | | | | | | | | |